# Quattro Libri (sciismo)
I Quattro Libri (in arabo الكتب الاربعة‎?, al-Kutub al-arbaʿa) è un'espressione usata nell'ambito della cultura giuridica e teologica islamica sciita duodecimana per indicare i suoi più famosi quattro libri di raccolte di ʾaḥādīth:
| Nome                                                                   | Raccolta                                      | N. di ʾaḥādīth |
| ---------------------------------------------------------------------- | --------------------------------------------- | -------------- |
| Kitāb al-Kāfī (diviso in Uṣūl al-Kāfī, Furūʿ al-Kāfī e Rawḍat al-Kāfī) | Muḥammad b. Yaʿqūb al-Kulaynī al-Rāzī (329 E) | 16.199         |
| Man lā yahḍuruh al-faqīh                                               | Muḥammad ibn Bābawayh                         | 9.044          |
| Tahdhīb al-aḥkām                                                       | Shaykh Muḥammad Ṭūsī                          | 13.590         |
| al-Istibṣār                                                            | Shaykh Muḥammad Ṭūsī                          | 5.511          |

I musulmani sciiti usano libri diversi da quelli sunniti, raccolti questi ultimi nei Sei libri. La Shīʿa considera molti trasmettitori sunniti di ʾaḥādīth inaffidabili, poiché hanno preso le parti di Abū Bakr, ʿUmar e ʿUthmān anziché preferir loro ʿAlī (e il resto del casato di Maometto), o addirittura hanno preso le armi contro il cugino e genero del Profeta e l'Ahl al-Bayt o hanno spalleggiato ʿĀʾisha che combatté ʿAlī nella Battaglia del cammello, come pure Muʿāwiya che fece altrettanto a Ṣiffīn, non dimenticando che al-Ḥusayn (nipote del profeta Maometto e figlio di ʿAlī b. Abī Ṭālib) fu ucciso nella battaglia di Kerbela'. Lo sciismo crede nelle tradizioni trasmesse attraverso gli Imam, discendenti di Maometto attraverso Fāṭima Zahrāʾ.

## Confronto con altre raccolte
Vi sono anche raccolte di hadīth, cosiddetti "qudsī" (sacri), in cui il Profeta riferisce parole di Allah che non furono raccolte nel Corano. 
Esistono poi le "sīra" (vita), ovvero raccolte di hadīth ordinati cronologicamente per descrivere la vita di Maometto.
Esiste tuttavia una Sunna di minor rilievo, attribuita ai suoi Ṣaḥāba e ai suoi Seguaci.